# Pterolobium
Pterolobium es un género de plantas con flores  perteneciente a la familia Fabaceae. Também conhecidas como Asas Vermelhas. Comprende 38 especies descritas y de estas, solo 11 aceptadas.

## Taxonomía
El género fue descrito por R.Br. ex Wight & Arn. y publicado en Prodromus Florae Peninsulae Indiae Orientalis 283. 1834.

## Especies aceptadas
A continuación se brinda un listado de las especies del género Pterolobium aceptadas hasta febrero de 2015, ordenadas alfabéticamente. Para cada una se indica el nombre binomial seguido del autor, abreviado según las convenciones y usos.	
- Pterolobium borneense Merr.
- Pterolobium densiflorum Prain
- Pterolobium hexapetalum (Roth) Santapau & Wagh
- Pterolobium integrum Craib
- Pterolobium lacerans (Roxb.) Wight & Arn.
- Pterolobium macropterum Kurz
- Pterolobium membranulaceum (Blanco) Merr.
- Pterolobium micranthum Gagnep.
- Pterolobium microphyllum Miq.
- Pterolobium punctatum Hemsl. ex Forb. & Hemsl.
- Pterolobium stellatum (Forssk.) Brenan